# Augusta, Michigan
Augusta är en ort (village) i Kalamazoo County i Michigan. Vid 2010 års folkräkning hade Augusta 885 invånare.